# Loxstedt
Loxstedt är en kommun och ort i Landkreis Cuxhaven i förbundslandet Niedersachsen i Tyskland.